# Śnieżnik lśniący
Śnieżnik lśniący (Scilla luciliae (Boiss.) Speta) – gatunek rośliny z rodziny szparagowatych. Rośliny te występują w warunkach naturalnych w Azji Mniejszej. Tradycyjnie zaliczany był do rodzaju śnieżnik Chionodoxa (stąd nazwa zwyczajowa) na podstawie różnic m.in. w budowie okwiatu – zrastania się jego listków u nasady. Epitet gatunkowy nazwy naukowej upamiętnia Lucile Boissier, żony szwajcarskiego botanika Pierre Edmond Boissier'a (1810-1885), uczestniczącej w jego ekspedycji do Hiszpanii.

## Morfologia
PokrójDorasta do 15–20 cm wysokości, z czasem tworzy gęste kępy. Każda roślina wytwarza 2–3 bezlistne pędy kwiatostanowe, barwy brązowej.
Organy podziemneDrobne, okrągłe i lekko spłaszczone cebule, z grubą warstwą suchej okrywy (tuniki) barwy srebrnej lub fioletowej.
Liście2–4 zielone, równowąskie, rynienkowate, o długości około 10 cm. Brzeg blaszki liściowej brązowawy. Po przekwitnięciu rośliny liście usychają i odpadają.
KwiatySzafirowe, gwiaździste, z białym środkiem. Dolna jasna część łatek o nieostrej granicy, białawoniebieska. Luźne grona z 1–2(4) kwiatami zwykle na wzniesionych szypułkach. Okwiat (16)20–27(30) mm długości.  W uprawie znajdują się także odmiany o kwiatach w różowym odcieniu, żółtawobiałych, białych, fioletowoniebieskich, lilioworóżowych lub purpuroworóżowych. Płatki kwiatów odchylają się lekko do tyłu. Kwiaty rozwijają się przez kilka tygodni w marcu - kwietniu.
OwoceZielona torebka, z czasem zmieniająca barwę na brązową. Zawiera kilka niewielkich, okrągłych, prawie czarnych nasion, o średnicy 2–3 mm.
Gatunek podobnyŚnieżnik sardeński (Scilla sardensis) różniący się większą liczbą kwiatów i tym, że mają one bardzo małe białe oczko lub nie posiadają go wcale.

## Uprawa
- Wymagania. Stanowisko słoneczne. Gleba przepuszczalna, nie nazbyt ciężka, w okresie wegetacji stale wilgotna, w okresie letniego spoczynku możliwie sucha; odczyn obojętny. Mrozoodporność dobra;
- Sposób uprawy. Niekłopotliwa w uprawie, przez wiele lat nie wymaga wykopywania. Cebule można wykopywać po zaschnięciu liści czyli na początku letniego okresu spoczynku. Do gruntu sadzi się je pod koniec okresu spoczynku, we wrześniu; głębokość sadzenia 5–8 cm, rozstawa co 5–10 cm.
- Rozmnażanie. Rozmnaża się łatwo, przez cebulki przybyszowe lub z nasion. W sprzyjających warunkach rozsiewa się w pobliżu samoistnie  (nasiona są na pewną odległość rozwlekane przez mrówki - myrmekochoria). Siewki mogą kwitnąć już w drugim roku uprawy.

## Kultywary(niektóre)
- `Blue Giant`
- `Pink Giant`
- `Alba`